# 斯切爾采奧波萊斯基
斯切爾采奧波萊斯基（波蘭語：Strzelce Opolskie，發音：[ˈstʂɛlt͡sɛ ɔˈpɔlskʲɛ] ⓘ）是波蘭奧波萊省的一座城市。2006年，有人口19,628人。

## 外部連結
- Jewish Community in Strzelce Opolskie （页面存档备份，存于） on Virtual Shtetl

50°31′N 18°18′E / 50.517°N 18.300°E